# Döden till mötes (pjäs)
Döden till mötes (originaltitel: Appointment with Death) är en pjäs från 1945 av Agatha Christie. Den är baserad på hennes roman med samma namn från 1938.

## Bakgrund
Christie är tystlåten om skrivandet av både boken och pjäsen i sin självbiografi. I hennes biografi står det att hon började skriva pjäsen i ett utbrott av entusiasm efter att ha varit involverad i förberedelserna för Mord på Nilen, som presenterades av hennes skådespelarvän Francis L. Sullivan. Manuset var klart i mars 1944 och förberedelser gjordes mot slutet av året för en premiär i Glasgow innan den flyttades till West End Theatre. Christie skrev till sin agent Edmund Cork,månaden innan att "det verkar verkligen helt omöjligt att pjäsen kan vara klar för Glasgow!" Pjäsen hade dock premiär där på King's Theatre den 29 januari 1945 och hade sedan premiär i West End den 31 mars 1945 på Piccadilly Theatre. Pjäsen mottogs inte väl av kritikerna, även om biljettintäkterna i början var bättre än de för Och så var de bara en arton månader tidigare. Pjäsen regisserades av Terence de Marney som hade spelat Philip Lombard i Och så var de bara en. Pjäsen lades ner den 5 maj efter bara 42 föreställningar.
Den ursprungliga West End-uppsättningen är mest känd för Joan Hicksons framträdande i rollen som Miss Pryce. Christie blev så tagen av hennes prestation att hon skrev till Hickson och sa att hon hoppades att hon en dag skulle spela karaktären Miss Marple. Hickson fick senare denna roll 1984 i BBC:s TV-serie.
Bearbetningen av boken är anmärkningsvärd för att vara en av de mest radikala omarbetningarna av en roman som Christie någonsin gjorde, inte bara för att ha eliminerat Hercule Poirot från berättelsen, utan också för att ha ändrat mördarens identitet. I pjäsen begår den sjuka mrs Boynton självmord och lämnar flera villospår efter sig som pekar ut hennes familjemedlemmar som möjliga misstänkta, i hopp om att de ska misstänka varandra och därför fortsätta att leva i hennes skugga även efter hennes död, medan det i romanen är Lady Westholme som är mörderskan. I pjäsen blir Lady Westholme en rent komisk figur.

## Synopsis av scener
Tid – nutid.
AKT I
- Lobbyn på King Solomon Hotel, Jerusalem. Eftermiddag

AKT II
- Scen 1 – De resandes läger i Petra. Tidig eftermiddag. En vecka senare.
- Scen 2 – Samma dag. Tre timmar senare

AKT III
- Scen 1 – Samma. Morgonen därpå
- Scen 2 – Samma. Samma eftermiddag

## Mottagande
The Observer var inte överdrivet imponerad i sin recension den 8 april 1945 när den skrev: "Mrs Agatha Christie utan bibliotek eller lounge. Dessvärre är hennes personer, med ett undantag, mindre överraskande än sin omgivning. Som thriller – hur dog Mrs. Boynton? – Pjäsen är ljummen och alldeles för pratsam. Men det ger fröken Mary Clare en stark scen eller två som kvinnan med den gimletblicken, och fröken Carla Lehmann och mr Owen Reynolds hjälper båda till på ett angenämt sätt."
The Guardians nummer av den 2 april 1945 innehöll en recension av "LH" där han lovordade Mrs Boyntons karaktär men sade att "hennes död lämnar den sista akten färglös. Att ta reda på vem av de många intresserade händerna som höll i den dödliga injektionssprutan är vanligt förekommande. Det är inte flugorna som fastnat i nätet, utan spindeln i mitten, som är kvällens styrka. Bortsett från att på detta sätt riva ned takträdet i den andra pausen, har miss Christie byggt upp sitt hemlighetsfulla hus med sin vanliga skicklighet."
I Daily Mirrors korta recension av Bernard Buckham den 3 april 1945 stod det: "Har en stark gnutta komedi, som den är i behov av!"